# Valmet M76
Das Valmet M76 ist ein finnisches Sturmgewehr.

## Entwicklung
Bereits in den 1950er-Jahren entwickelte der finnische Hersteller Valmet ein Sturmgewehr nach dem Vorbild des sowjetischen AK-47 das Valmet M62 (Rynnäkkökivääri 62). Mitte der 1970er-Jahre führten die Finnen dann das Verschlussgehäuse in Blechprägeausführung nach Art des AKM unter der Bezeichnung M76 (Rynnäkkökivääri 62 76) ein. Das M76 wurde speziell für den Exportmarkt entwickelt und zeichnet sich dadurch aus, das es auf beinahe jeden Kundenwunsch auslegbar ist.

## Technik
Während das M62 noch für den rein finnischen Markt ausgelegt war, wurden am M76 zahlreiche Änderungen vorgenommen. Im Gegensatz zum AK-47 verwendeten die Finnen statt Holz vorzugsweise Kunststoff, was das Gewicht deutlich reduzierte. Während der Abzug beim M62 noch senkrecht war, was den Vorteil des Einsatzes mit dicken Handschuhen hatte, war das M76 mit einem konventionellen Abzug ausgestattet. So konnte verhindert werden, dass sich im Unterholz versehentlich ein Schuss löste. Dennoch war es so konstruiert, dass sich der Abzugsbügel abnehmen ließ. Dadurch war auch hier der Einsatz mit dicken Fäustlingen gewährleistet. Die Waffe wird heute noch bei den finnischen Streitkräften verwendet.

## Versionen
Anzumerken ist, dass das Grundprinzip bei allen Waffen erhalten blieb.
- M76T: röhrenförmiger Kolben
- M76F: beiklappbarer Kolben
- M76P: aus Kunststoff gefertigt
- M76W: aus Holz gefertigt
- M76S: halbautomatische Exportvariante
- M78: leichtes MG, leichte Unterstützungswaffe

## Benutzerstaaten
- Finnland: 7,62 × 39 mm
- Indonesien: 5,56 × 45 mm NATO
- Katar: 5,56 × 45 mm NATO